# Període vèdic

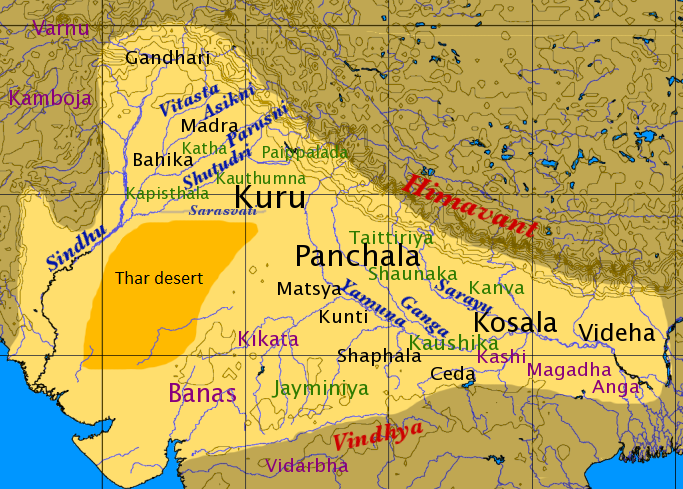
Mapa del nord de l'Índia a finals del període vèdic.

El període vèdic (o era vèdica) és el període en què es van compondre els Vedes, els textos sagrats més antics dels indoaris.
Basant-se en l'evidència literària, els estudiosos situen aquesta època en el període que va des de finals del mil·lenni II aC, i mitjans del mil·lenni I aC, fins al segle vi aC.
La cultura relacionada amb aquest període, de vegades anomenada «cultura vèdica», està centrada en les zones nord i nord-oest del subcontinent indi.
La seva fase més antiga va veure la formació de diversos regnes.
En la seva fase més moderna (des del 600 aC) va veure l'auge de les petites repúbliques mahajanapades, que van ser succeïdes per l'Imperi Maurya (des de ca. anys 320 aC), l'edat d'or, l'era clàssica de la literatura sànscrita i els regnes mitjans de l'Índia.

## Descripció general
La reconstrucció de la història de l'Índia vèdica està basada en detalls deduïts de textos antics. Lingüísticament, els textos vèdics es poden classificar en cinc etapes cronològiques:

### Etapa rigvèdica
El Rigveda és clarament el text més arcaic dels textos vèdics preservats, i manté molts elements en comú amb les llengües indoiranianes, tant en llenguatge com en contingut, que no estan presents en altres textos hinduistes.
La seva creació hauria necessitat diversos segles i -excepte els capítols més nous (la primera part de l'1 i tot el 10)- es deu haver acabat de completar cap al segle XI aC.
Des del punt de vista arqueològic, aquest període pot correspondre amb la cultura de les tombes de Gandhara, la cultura del Cementiri H (a la regió de Panjab) i la cultura de la ceràmica pintada d'ocre, més a l'est.
No hi ha evidència lingüística o arqueològica àmpliament acceptada d'una continuïtat cultural directa des de la cultura de la vall de l'Indus.

### Etapa del llenguatge mantra
Aquest període inclou tant el llenguatge en prosa com els mantres de:
- El Yàjur-veda (text copiat i reorganitzat del Rig-veda).
- El Sama-veda (text copiat i reorganitzat [cantable] del Rig-veda, que conté uns 75 himnes que no pertanyen a aquest).
- L'Àtharva-veda (text nou, no copiat del Rig-veda, creat per Pippalāda i Xaunakiya, entre d'altres).
- Els Khilani (textos actualment considerats part del Rigveda, per bé que són agregats molt posteriors).

Molts d'aquests textos deriven en la seva major part del Rig vedá, però van sofrir alguns canvis, tant lingüístics com de reinterpretació.
Alguns canvis notables inclouen la substitució de la paraula Viixuà ('[tot el] món') per Sarva ('tots'), i la difusió de l'arrel verbal kuru- (reemplaçant a la rigvèdica krino-).
Aquesta va ser l'època dels principis de l'edat del ferro al nord-oest de l'Índia, que corresponen a la cultura de la ceràmica vermella i negra, i al regne dels Kurus, aproximadament des del segle x aC.

### Prosa samjita
Aquest període marca el començament de la recopilació i codificació d'un cànon vèdic.
Un canvi lingüístic important va ser la pèrdua completa del mode injuntiu del sànscrit.
A aquesta època pertany la part brahmana ('comentari' sobre els mantres i els rituals) del Yàjur-veda negre.
Des del punt de vista arqueològic, aquest període correspon a la cultura de la ceràmica pintada de gris (al voltant del segle x aC) i al desplaçament del centre polític de l'Índia -sempre sobre el riu Ganges- des de la regió dels Kurus cap a la dels pantxales.

### Prosa brahmana
Els Brahmana dels quatre Vedes pertanyen a aquest període, com també els Aranyaka, els Upanixad més antics (com la Brijad-araniaka-upanixad, la Txandogya upanixad i la Jaiminiya upanixad) i els Xrauta-sutres més antics (com el Baudhayana xrauta sutra i el Vadha- xrauta-sutra).

### Llenguatge sutra
Aquest és l'últim estrat del sànscrit vèdic, cap al segle vi aC, on travessa la composició dels Śrauta i Grhyasutra, i algunes Upanixad (per exemple la Katha upanixad i la Maitrayani upanixad).
Totes excepte les cinc primeres Upanixads (en prosa) són post-budistes.
En aquesta època es va establir un tercer centre polític a l'Índia: Videja (al nord de Bijar).

### El sànscrit èpic i el sànscrit de Pànini
L'idioma dels textos èpics Mahabharata i Ramayana, i el sànscrit clàssic descrit pel gramàtic Pànini es consideren postvèdics, i pertanyen a l'època posterior al segle v aC.
Des del punt de vista arqueològic, aquest període correspon a la ràpida difusió de la cultura de la ceràmica negra polida del nord, per tot el nord de l'Índia.
Aquesta també va ser l'època dels principis del Vegeuānta, del Siddharta Gautama, i del dialecte pali en què es van escriure les escriptures budistes.
Des del punt de vista arqueològic, aquest període correspon a la cultura de la ceràmica pintada de gris i al desplaçament del centre polític de l'Índia, des dels Kurus cap als Pantxales, sobre el riu Ganges.
Només existeixen registres històrics després del final del període vèdic, i van ser molt escassos al llarg de l'edat mitjana a l'Índia.
La fi de l'Índia vèdica va estar marcada per canvis culturals, lingüístics i polítics.
La gramàtica de Pànini marca l'apogeu de la codificació dels textos sutres i representa, alhora, el començament del sànscrit clàssic.
La invasió de Darios I el Gran a la vall del riu Indus (a principis del segle vi aC va marcar el començament de les influències externes, que continuà amb el Regne Indogrec, noves onades immigratòries des dels anys 150 aC (els àbhires, els saces), els kuixans i finalment, els sultans islàmics.
La font històrica més important de la geografia de l'Índia posvédica és l'historiador grec Flavi Arrià (segle II0). Els informes es basaven en Megastenes, l'ambaixador maurya a Patna.

## Període rigvèdic
L'origen de la cultura vèdica i la seva relació amb la civilització de la vall de l'Indus, la migració indoària i la cultura de les tombes de Gandhara continua sent controvertida i influïda per la política en la societat índia, la qual cosa genera disputes.
El Rigveda és, fonamentalment, una col·lecció d'himnes religiosos, amb al·lusions (encara que amb cap explicació) de diversos mites i històries, principalment en els llibres menys antics: el llibre 1 i 10.
Els himnes més antics -possiblement entre els llibres 2 i 7 (encara que alguns sostenen que el llibre 9, el « Soma-mana», és encara més antic)-, contenen molts elements heretats d'una societat prevèdica indo-irània.
Per això, és difícil definir el començament precís del període vèdic, ja que emergeix sense fissures des de l'era que el precedeix.
A més, a causa de la naturalesa seminòmada de la societat descrita, no es pot localitzar clarament, i en la seva fase més primerenca descriu tribus que essencialment estaven en moviment.
Els aris rigvèdics tenen molt en comú amb la cultura d'Andrónovo, amb els regnes Mitanni i amb els antics iranians.
Es creu que la cultura d'Andrónovo és el lloc dels primers carros tirats per cavalls.

### Organització política
Les unitats polítiques dels primers aris vèdics nòmades eren:
- Jana (grup de gent) o "krixti".
- Vix (subdivisió de l'anterior), dirigit per un vixpati.
- Ma (carro tirat per bous o cavalls, ocupat per una família), la unitat més petita. Era dirigit per un gramani.

El raixtra (província) era governat per un rājān ('rei', cap, líder).
De vegades al rei se l'anomenava Gopa ('protector') i ocasionalment, Samrat (cap suprem).
Es creu que governava el poble amb el consentiment d'aquest.
Era elegit d'entre els membres dels rajanya (la casta hereditària real, que després es convertiria en la casta Kxatriya de guerrers).
Hi havia diversos tipus principals de reunions polítiques: vidhata i "sabha".
Gana era l'assemblea no monàrquica paral·lela a les assemblees monàrquiques d'aquest període, liderades per Jyestha (que en els textos budistes es diu Jettaka).
El sabha, que se situava fora de l'assentament, estava restringit únicament als vratya (bandes de bramans i txatries errants a la recerca de bestiar) amb una puṃśtxalī ('que corre darrere dels homes', prostituta, dona en comú), mentre que els vidatha tenien un ritual de distribució del botí.